# مجاري تعمل تحت تأثير الجاذبية

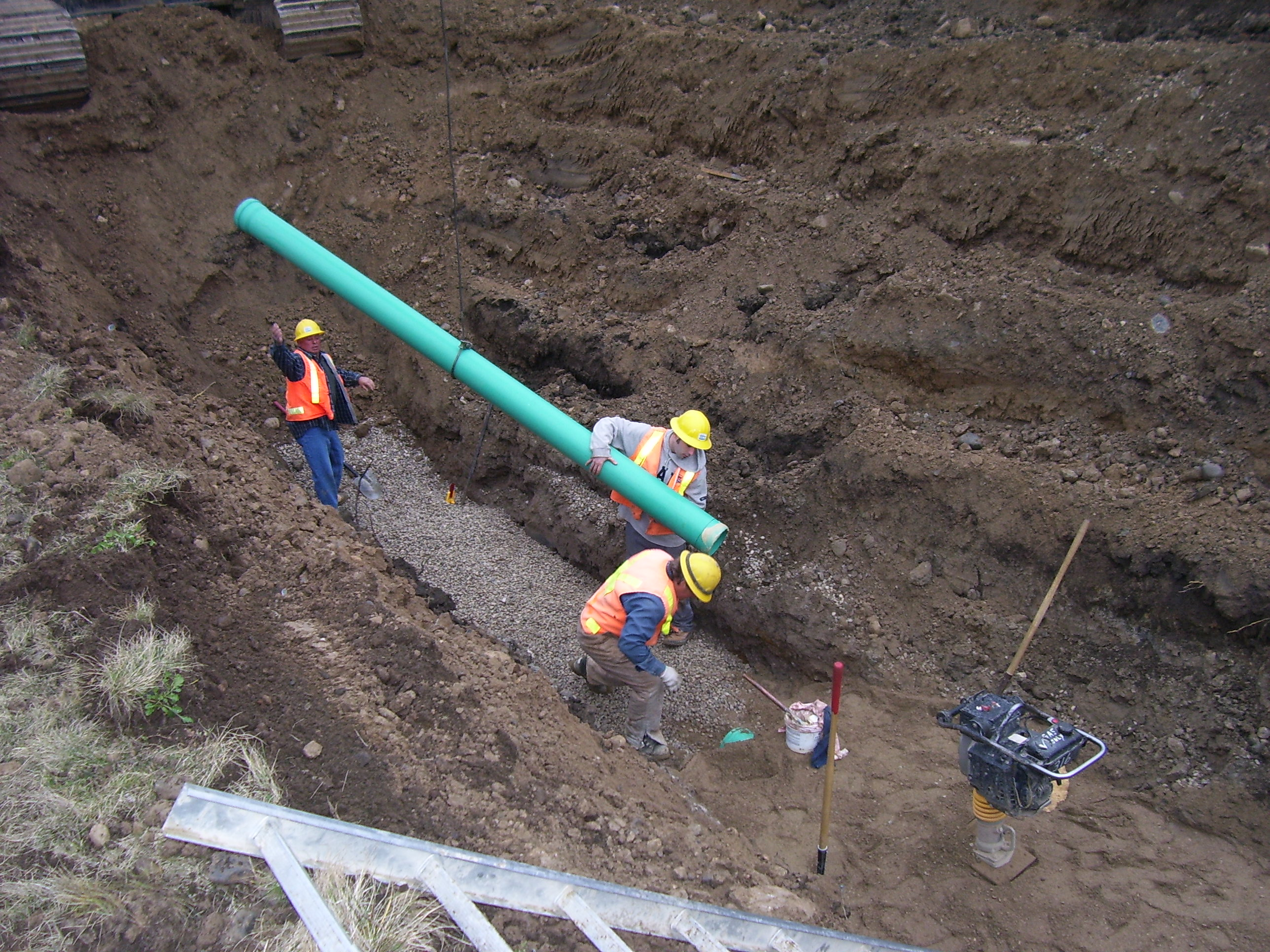

المجاري التي تعمل تحت تأثير الجاذبية هي أنابيب تستخدم الطاقة الناتجة من الاختلاف في الارتفاع لطرد المياه غير المرغوب فيها. ويشير مصطلح مجرى طرد مياه الصرف الصحي أو الصرف السطحي بدلًا من المياه المخصصة للاستخدام؛ ويستبعد مصطلح الجاذبية حركة المياه التي تحدث من خلال مجاري الصرف الصحي أو المجاري التفريغية. وتعمل معظم المجاري تحت تأثير الجاذبية؛ حيث توفر الجاذبية حركة مياه قوية بدون تكاليف طاقة حيثما كانت الدرجات مناسبة. قد تصرف المجاري التي تعمل تحت تأثير الجاذبية إلى أحواض الزيت حيث يلزم الضخ إما لدفع مياه الصرف الصحي إلى مكان بعيد أو رفع مياه الصرف الصحي إلى ارتفاع أعلى للدخول إلى المجاري الأخرى التي تعمل تحت تأثير الجاذبية، وغالبًا ما تكون محطات الرفع مطلوبة لرفع مياه الصرف الصحي إلى محطات معالجة مياه الصرف الصحي.

## تاريخ
كانت المجاري المبكرة عبارة عن خنادق لطرد المياه الراكدة من الأماكن الموحلة حيث تكون الأرض الجافة مفضلة للنشاط البشري. عملت المجاري المبكرة وظيفة مشابهة لخزانات التجميع الحديثة (تسمى أحيانًا مجاري التجميع.) تطورت المجاري المجمعة من ممارسة استخدام التدفق في خنادق تصريف المياه المبكر إلى إزالة النفايات الأخرى بما في ذلك براز حيوانات الجر. أصبحت المجاري كريهة مع زيادة تركيز النفايات في المجتمعات ذات الكثافة السكانية العالية. رُكبت برابخ لتغطية السوائل الكريهة. استخدمت المجتمعات المزدهرة حجارة البناء والطوب لتغطية المجاري المبكرة. اُستخدمت أنابيب الطين النضيج في المجاري منخفضة الحجم. يُسمى الجزء من المجري الذي يتميز بصرف المياه الطبيعية بمخرج التصريف. 

## هيدروليكيا المجاري التي تعمل تحت تأثير الجاذبية
عادةً ما تشبه أنظمة المجاري التي تعمل تحت تأثير الجاذبية نمط الصرف الإقليمي مع المجاري الكبيرة في كل وادِ تتلقى تدفقًا من المجاري الجانبية الصغرى الممتدة على سفوح التلال. تتطلب أنظمة المجاري داخل التضاريس ذات المستوى النسبي تخطيطًا وبناءً دقيقين لتقليل خسائر الطاقة في السقوط الحر أو الانحناءات الحادة أو الوصلات المضطربة.

## مواد المجاري المحسنة
زادت الثورة الصناعية الكثافة السكانية في مناطق التصنيع، وأنتجت أنابيب مفيدة لأنظمة الصرف الصحي والتهوية من المباني إلى المجاري. تُجمع المجاري التي تعمل تحت تأثير الجاذبية من أنابيب الحديد الزهر وأنابيب الطين المزجج وأنابيب الخرسانة مسبقة الصب وأنابيب الأسبست الإسمنتي والأنابيب البلاستيكية. في حين لا تزال بعض المجاري القديمة المصنوعة من الطوب قيد الاستخدام، تستخدم المجاري الجديدة التي يتجاوز قطرها 1 متر (39 بوصة) الخرسانة المسلحة عادةً. يمكن استخدام الأنابيب المعدنية المموجة في خزانات التجميع أو مياه الصرف ذات المخاطر المنخفضة المماثلة للتآكل. قد تتمتع القطاعات العرضية غير الأسطوانية بمزايا للمجاري ذات القطر الكبير.

## بدائل الضخ للمجاري التي تعمل تحت تأثير الجاذبية
يسمح توافر مضخات قوية برفع المياه المتراكمة في المجاري التي تعمل تحت تأثير الجاذبية من أحواض التجميع في التنقيب، مثل المناجم أو أساسات البناء؛ لكن تكلفة ضخ الصرف السطحي لا تشجع على استخدام محطات الرفع في خزانات التجميع أو المجاري المشتركة. عادةً ما تبرر التكلفة الممولة لتشغيل وصيانة محطات الرفع وإمدادات الطاقة في حالات الطوارئ التكلفة الأولى الكبيرة للحفر أو شق الأنفاق لبناء مجاري تعمل تحت تأثير الجاذبية. تعتبر معالجة مياه الصرف الصحي أكثر كفاءة في المواقع المركزية؛ وغالبًا ما يكون الضخ مطلوبًا لرفع مياه الصرف الصحي من الارتفاعات المنخفضة إلى أعمال محطات معالجة مياه الصرف الصحي. تسمح الإنشاءات التي تسمى المنظمات بالتدفق إلى مخارج المجاري التي تعمل تحت تأثير الجاذبية عندما يتجاوز تدفق الذروة في المجاري المجمعة سعة الضخ. تفضل المجاري الصحية لضخ مياه المجاري بتكلفة منخفضة عند الحاجة إلى المعالجة. تفضل المجاري التي تعمل تحت تأثير الجاذبية حيث تكون الدرجات مناسبة، ولكن محطات الرفع غالبًا ما تنقل مياه الصرف الصحي إلى محطات معالجة مياه الصرف الصحي.
للمجاري التفريغية ضغط سلبي دائم. بسبب التحسينات في التكنولوجيا، أصبحت أكثر قابلية للمقارنة بالمجاري التي تعمل تحت تأثير الجاذبية من حيث تكاليف التشغيل والصيانة، وأرخص في التركيب.